# Melchiorre Balbi
Melchiorre Balbi (Venezia, 4 giugno 1796 – Padova, 21 giugno 1879) è stato un musicista, compositore e musicologo italiano; studiò e propose un metodo innovativo di grafia musicale nonché una nuova visione del sistema armonico.

## Biografia
Nacque a Venezia in seno alla nobile famiglia Balbi. Studiò musica a Padova sotto la guida di Alessandro Nini per il pianoforte e l'organo, di Gaetano Valeri e Antonio Calegari per lo studio di armonia, contrappunto e fuga.
Nel 1819 a soli ventidue anni il «Teatro Nuovo» di Padova gli affidò la direzione dei propri spettacoli operistici; incarico che ricopri fino al 1854, allorché vi rinunciò per ricoprire quello di  maestro concertatore. In pari tempo accettò il posto di Maestro di cappella offertogli dalla Cantoria della Basilica di Sant'Antonio di Padova lasciato vacante l'anno prima dal maestro Antonio Maria Costantini, incarico che conservò fino al 1879. Gli succedette P. Alessandro Capanna.
Teorico della musica, dotto e appassionato, scrisse numerosi saggi innovativi e tenne conferenze sull’argomento. Nominato Accademico dell'Istituto musicale di Firenze, nel 1867 vi illustrò la sua visione del sistema musicale che concepiva in modo innovativo.
La «Gazzetta di Firenze» ne diede notizia e commentò positivamente l'avvenimento.
Insegnò contrappunto all’”Istituto dei ciechi” di Padova, fondato nel 1838 da Luigi Configliachi, dove tra gli altri allievi ebbe Luigi Bottazzo.
Compose varie opere opere teatrali, pezzi per voce e strumenti oltre a molta musica sacra: mottetti, cantate, varie messe nonché tre requiem di cui uno composto per solennizzare l’anniversario della morte di Gioachino Rossini mediante l’utilizzo tematico di motivi tratti da opere rossiniane: Stabat Mater, La gazza ladra, Guglielmo Tell, Semiramide e Otello.

## Scritti

### Teoria musicale
- Grammatica ragionata della musica considerata sotto l'aspetto di lingua - Ricordi, Milano 1825,
- Trattato del sistema armonico di Antonio Calegari, proposto e dimostrato da Melchiorre Balbi, nobile veneto con annotazioni e appendice dello stesso - Ricordi, Milano 1829,
- Semplificazione grafico-musicale per facilitare la lettura  - Padova 1845,
- Rudimenti musicali di Melchiorre Balbi compilati secondo il nuovo sistema proposto dallo stesso e confrontati col presente di Bonifacio Asioli adottati dal Regio Conservatorio di Milano - Padova 1868,
- Nuovo Sistema musicale di Melchiorre Balbi,nobile veneto -  Parte prima, principi elementari - Vismara, Milano 1872,
- Estratto degli studi sulla musicografia del maestro cav. Stefano Tempia e delle risposte del cav. Melchiorre Balbi -Padova 1873,
- Nuovo sistema armonico fondato sulla divisione dell'ottava in dodici semitoni equabili - Prosperini, Padova 1877.

### Opere teatrali
- “La notte perigliosa” - Padova, «Teatro Nuovo» di Padova, primavera 1820,
- “L'abitator del bosco” - Padova, «Teatro Nuovo» di Padova, autunno 1821,
- “L'alloggio militare” - Padova, «Teatro Nuovissimo» di Padova, primavera 1825.

### Annotazioni
1. ↑  Cercò di applicare alla musica i termini grammaticali del linguaggio parlato e propose di superarne la tradizionale grafia tramite l'abolizione di pentagramma, chiavi e alterazioni.
2. ↑  Scrisse: "...Qui a Firenze non abbiamo alcuna novità, se non che il celebre Balbi di Padova, colle sue teorie sbalordì tutti i contrappuntisti della nostra massima Accademia..."
3. ↑  L'archivio musicale della Cappella Antoniana conserva trentasette suoi manoscritti di musica sacra.

### Fonti
1. 1 2 3 4 5 6   Alberto Pironti, alla voce Melchiorre Balbi, su treccani.it, vol. 5, Enciclopedia Biografica degli Italiani Treccani. URL consultato il 17 febbraio 2023.
2. ↑   alla voce Luigi Bottazzo, su Dizionario Biografico degli Italiani Treccani, vol. 5. URL consultato il 17 febbraio 2023.